# Progomfoteri
El progomfoteri (Progomphotherium maraisi) és una espècie extinta de mamífer proboscidi de la família dels amebelodòntids que visqué a l'Àfrica subsahariana durant el Miocè, fa entre 11,6 i 23 milions d'anys. Se n'han trobat restes fòssils a Namíbia i Uganda. Es tracta de l'única espècie del gènere Progomphotherium. Era una espècie minúscula i dotada d'ullals inferiors de secció subovalada. El nom genèric Progomphotherium significa ‘abans de Gomphotherium’, mentre que el nom específic maraisi li fou assignat en honor d'Oom Daan Marais.